# Bustin (canción)
"Bustin" es una canción del músico y comediante estadounidense Neil Cicierega. Cual fue lanzada el 31 de marzo de 2015 como sencillo principal de su tercer álbum de mashup Mouth Moods.

## Antecedentes y recepción
La canción hace remezcla del tema musical de " Ghostbusters " de Ray Parker Jr.,  basándose en gran medida en el extracto de la letra "bustin' make me feel good" y editándola repetidamente incluyéndola varias insinuaciones sexuales y referencias al sueño.    La melodía de la canción también es modifica y, a menudo, utiliza el extracto "yeah, yeah, yeah, yeah" para crear un gancho vocal de acompañamiento.  La canción se convirtió en un meme viral .  El OC Weekly lo elogió, entre otros, describiéndolo como "absolutamente brillante cómo se puede crear una canción completamente nueva a partir de los elementos originales sin dejar de tener una vibra divertida".  Posteriormente "Bustin" fue incluida en el tercer álbum de mashup de Neil, Mouth Moods,  y se puede descargar de forma gratuita en el sitio web de Neil. 

## Video musical
En el 31 de marzo de 2015, junto con el lanzamiento del sencillo en SoundCloud, se lanzó un video musical que en gran medida editaba escenas de varias partes de "Ghostbusters" y la película que acompaña a la canción  El vídeo termina con una aparición de la canción Feel Good Inc. de Gorillaz . reemplazando el uso final de "feel good". Ha obtenido más de 16 millones de visitas a la fecha del 29 de noviembre de 2023. 